# Melvin Laird
Melvin Robert Laird (Omaha, 1º settembre 1922 – Fort Myers, 16 novembre 2016) è stato un politico e saggista statunitense, Segretario della difesa degli Stati Uniti durante l'amministrazione Nixon e in precedenza membro della Camera dei Rappresentanti per lo stato del Wisconsin dal 1953 al 1969.

## Biografia
Fu dal 1969 al 1973 Segretario della difesa degli Stati Uniti durante l'amministrazione Nixon e fu uno dei principali fautori del ritiro delle forze armate statunitensi dal Vietnam. Laird fu anche il primo a coniare il termine Vietnamization, riferendosi ad una maggiore responsabilizzazione delle autorità vietnamite per quanto riguardava il conflitto tra Vietnam del Sud e Vietnam del Nord.
Cresciuto a Marshfield (Wisconsin) dove iniziò gli studi che proseguì presso il collegio privato di Lake Forest Academy a Lake Forest (Illinois). Nipote di William D. Connor, politico e vice-Governatore del Wisconsin dal 1907 al 1909 e bisnipote di Robert Connor, membro dell'Assemblea generale del Wisconsin. Diplomatosi al Carleton College nel maggio 1944, venne arruolato nella United States Navy nel 1943. Iniziando la carriera militare con il grado di Alfiere, prestò servizio a bordo di un incrociatore, la USS Maddox (DD-731) in servizio nel Pacifico alla fine della Seconda guerra mondiale. Dopo aver ottenuto la medaglia Purple Heart ed altre onorificenze, si congedò nell'aprile del 1946.

### Carriera politica
All'età di ventitre anni entrò nel Senato del Wisconsin succedendo a suo padre deceduto, come rappresentante del collegio elettorale di Stevens Point. Conservò la posizione di Senatore fino alla sua elezione nel novembre 1952 presso la Camera dei rappresentanti degli Stati Uniti come rappresentante dei bacini elettorali di Marshfield, Wausau, Wisconsin Rapids e Stevens Point. Nelle elezioni per la candidatura presidenziale repubblicana del 1964, fu sostenitore del senatore dell'Arizona Barry Goldwater, e fu presidente della convention nella quale Goldwater venne nominato candidato alla Presidenza.
Eletto otto volte consecutivamente era presidente della House Republican Conference quando il Presidente Richard Nixon lo convocò per il suo gabinetto. Nella sua carriera di Senatore si fece conoscere per aver affrontato diverse tematiche relative alla difesa che alla politica interna, compreso il suo operato all'interno del United States House Committee on Appropriations. Abbandonò con riluttanza il Congresso quando divenne Segretario della Difesa il 22 gennaio 1969, dichiarando che non avrebbe servito in questa carica per più di quattro anni.
In qualità di rappresentante del Congresso, Laird sostenne una forte posizione in favore delle politiche sulla difesa e fu spesso molto critico nei confronti dell'allora Segretario della Difesa Robert McNamara. Nel settembre del 1966 accusò pubblicamente l'Amministrazione Johnson di nascondere i costi effettivi del conflitto in Vietnam e di aver ritardato la decisione di intensificare la guerra di terra fino a dopo le elezioni del Congresso del 1966. Votò a favore del Civil Rights Act (1957), del Civil Rights Act (1960), del Civil Rights Act (1964) e del Civil Rights Act (1968), così come del XXIV emendamento della Costituzione degli Stati Uniti d'America e del Voting Rights Act del 1965.

### Segretario della Difesa
In qualità di Segretario della Difesa, insieme al Presidente Nixon, Laird organizzò un comitato che propose più di un centinaio di raccomandazioni in merito all'organizzazione ed al funzionamento del Dipartimento della difesa degli Stati Uniti d'America e redatte in un rapporto presentato il 1º luglio 1970. Parte di queste raccomandazioni vennero implementato mentre Laird era ancora in carico al Pentagono. 
Pur contrario alla gestione tenuta dal suo predecessore McNamara, Laird non procedette a mutamenti bruschi ma introdusse dei cambiamenti graduali nella politica sulla difesa statunitense. Perseguì quella che egli stesso definì "gestione partecipatoria", un approccio disegnato per ottenere la cooperazione delle alte sfere militari nel ridurre i costi della difesa e il ridimensionamento del personale militare. Pur mantenendo facoltà decisionali per sè stesso e per il vice-Segretario alla Difesa, Laird cercò di decentralizzare la catena decisionale e la gestione della politica del Dipartimento della Difesa. Egli assegnò al Joint Chiefs of Staff un ruolo più influente nella implementazione del budget e nella configurazione delle forze di difesa.